# Prštice
Prštice (německy Pürschitz) jsou obec v okrese Brno-venkov v Jihomoravském kraji. Rozkládají se v Bobravské vrchovině, na okraji přírodního parku Bobrava. Žije zde 981 obyvatel.

## Název
Na vesnici bylo přeneseno pojmenování jejích obyvatel, které původně znělo asi Prščici (ačkoli nejstarší doklad má podobu Pirczicz), které bylo odvozeno od některého z osobních jmen Prst, Prstek, Pršek. Vývoj staročeského hláskosloví dovoluje vyjít i od tvaru Prčici odvozeného od osobního jména Prk. Význam pojmenování byl "Prstovi/Prstkovi/Prškovi/Prkovi lidé".

## Historie

### Pravěk
V katastru obce byly nalezeny prehistorická sídliště, kosterní pozůstatky, nástroje, kostry z mladší doby kamenné a doby bronzové. Při kopání delšího tunelu v roce 1870 byl nalezen mamutí kel a stolička, které jsou nyní k vidění v rajhradském klášteře. Na Prštické Horce bylo podle pověsti keltské hradiště značně znepřístupněné bažinou.

### Středověk
První písemná zmínka o obci pochází z Oslavan z Rudíkovské listiny roku 1289. Prvními známými vlastníky jsou Nižaté, kteří zde postavili tvrz.
Jiná zmínka o obci je k roku 1349 (in villa Pirczicz).

## Obyvatelstvo
Na počátku 17. století zde bylo 31 domů, 20 z nich bylo po třicetileté válce pustých. V roce 1790 zde bylo už 44 domů s 220 obyvateli, roku 1834 to už bylo 61 domů a 307 obyvatel.
| Rok            | 1869 | 1880 | 1890 | 1900 | 1910 | 1921 | 1930 | 1950 | 1961  | 1970 | 1980 | 1991 | 2001 | 2011 | 2021 |
| -------------- | ---- | ---- | ---- | ---- | ---- | ---- | ---- | ---- | ----- | ---- | ---- | ---- | ---- | ---- | ---- |
| Počet obyvatel | 493  | 503  | 536  | 582  | 627  | 754  | 921  | 995  | 1 068 | 985  | 909  | 901  | 892  | 934  | 959  |
| Počet domů     | 78   | 87   | 96   | 105  | 112  | 119  | 176  | 229  | 240   | 238  | 251  | 278  | 284  | 299  | 305  |

## Obecní správa

### Obecní symboly
Znak a vlajka byly obci uděleny rozhodnutím předsedy Poslanecké sněmovny Parlamentu České republiky dne 17. dubna 2009.

## Pamětihodnosti
- Kaple svatého Jana Nepomuckého
- Zvonička
- zámek Prštice

## Osobnosti
V letech 1887–1906 v obci působil jako řídící učitel spisovatel Viktor Kamil Jeřábek.

## Galerie

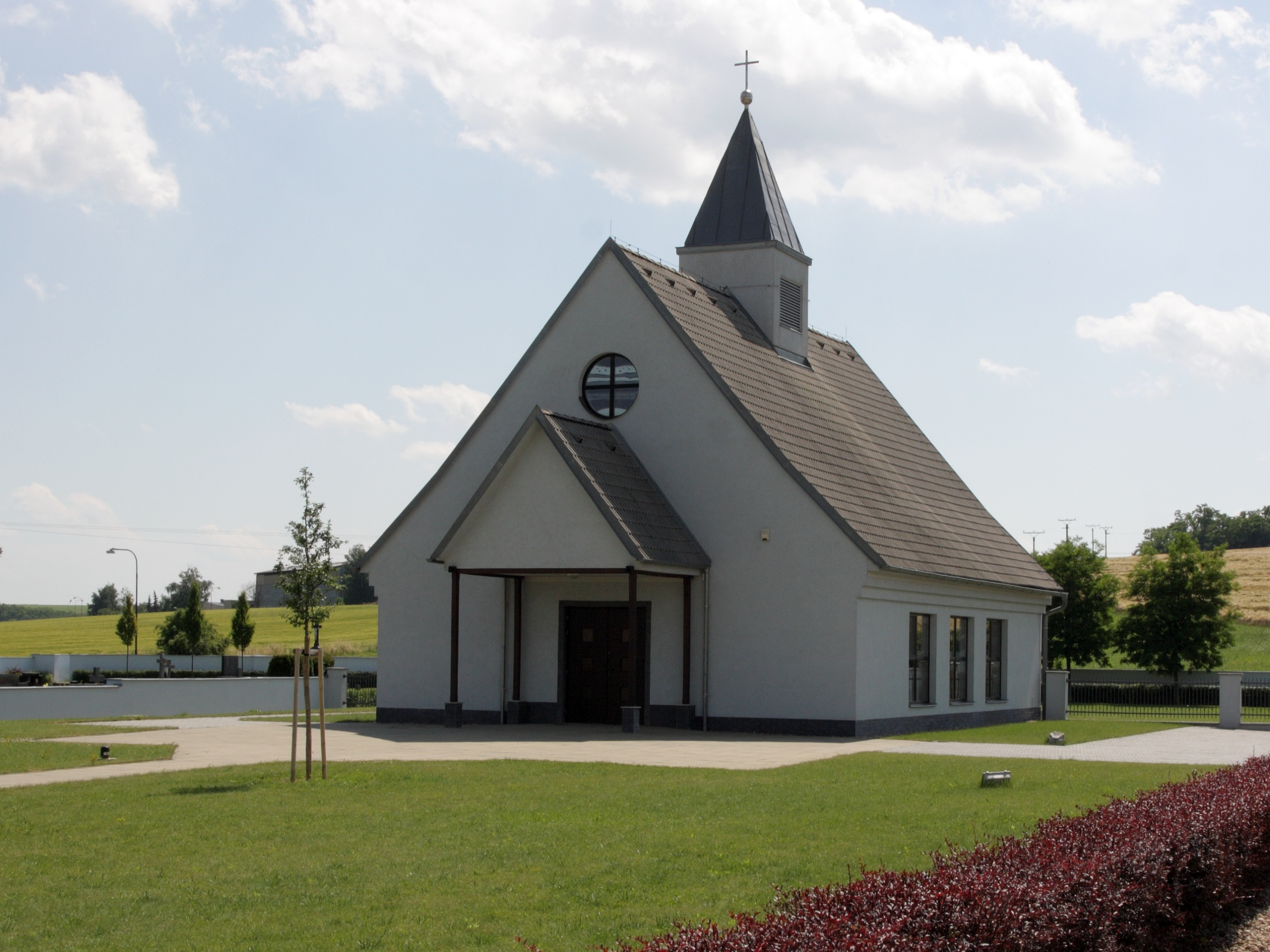
Kaple svatého Jana Nepomuckého
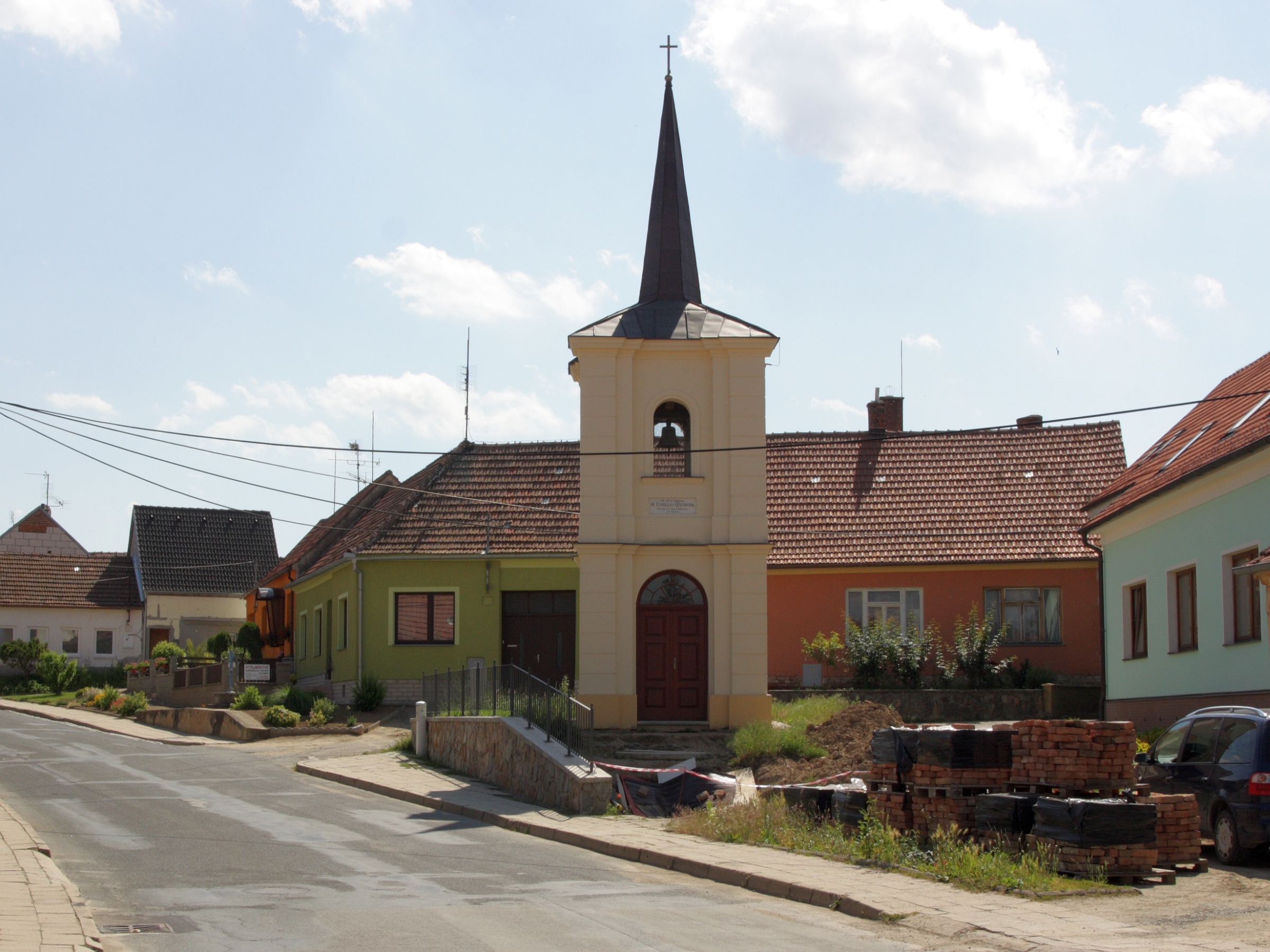
Zvonice
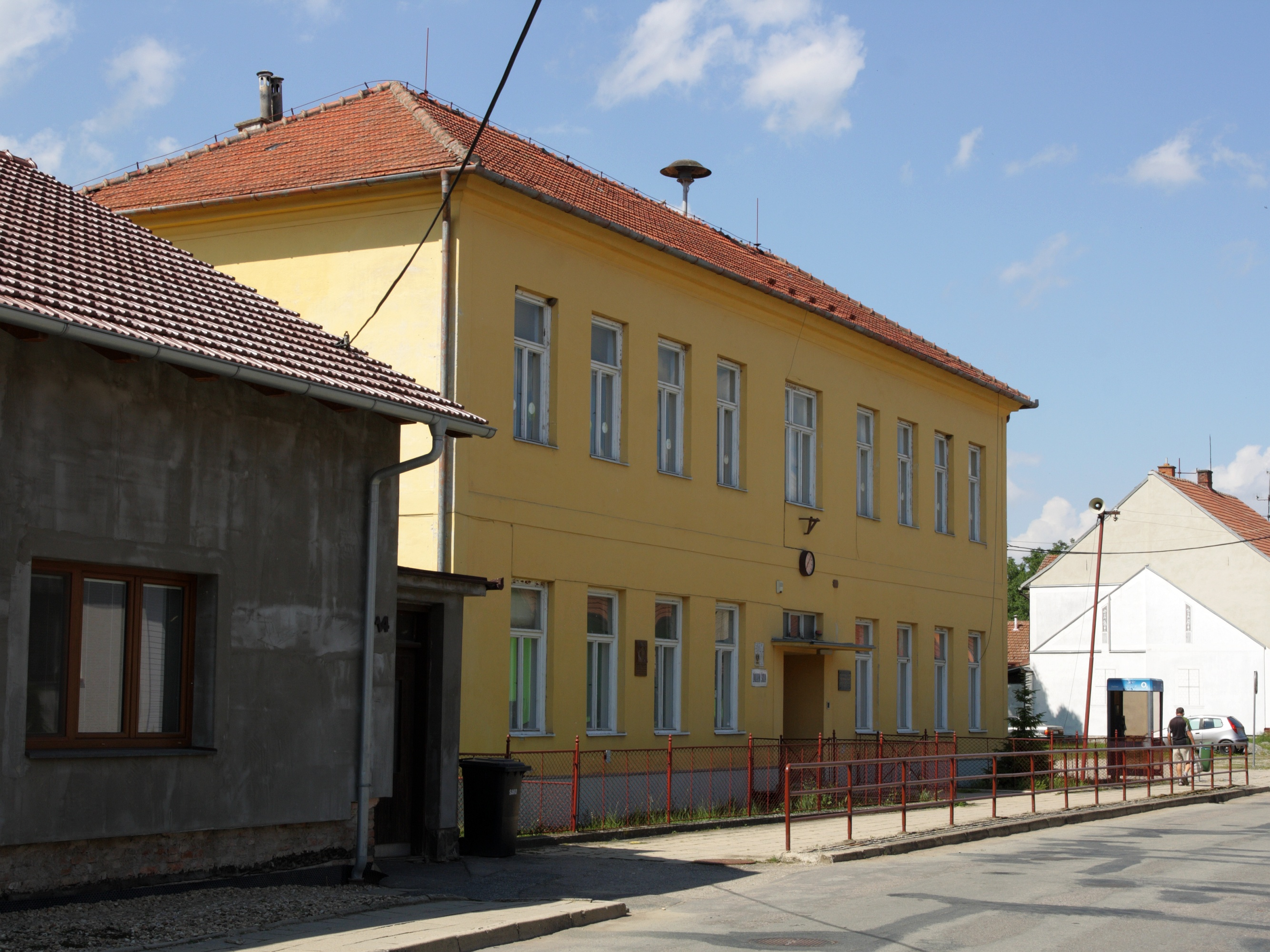
Škola
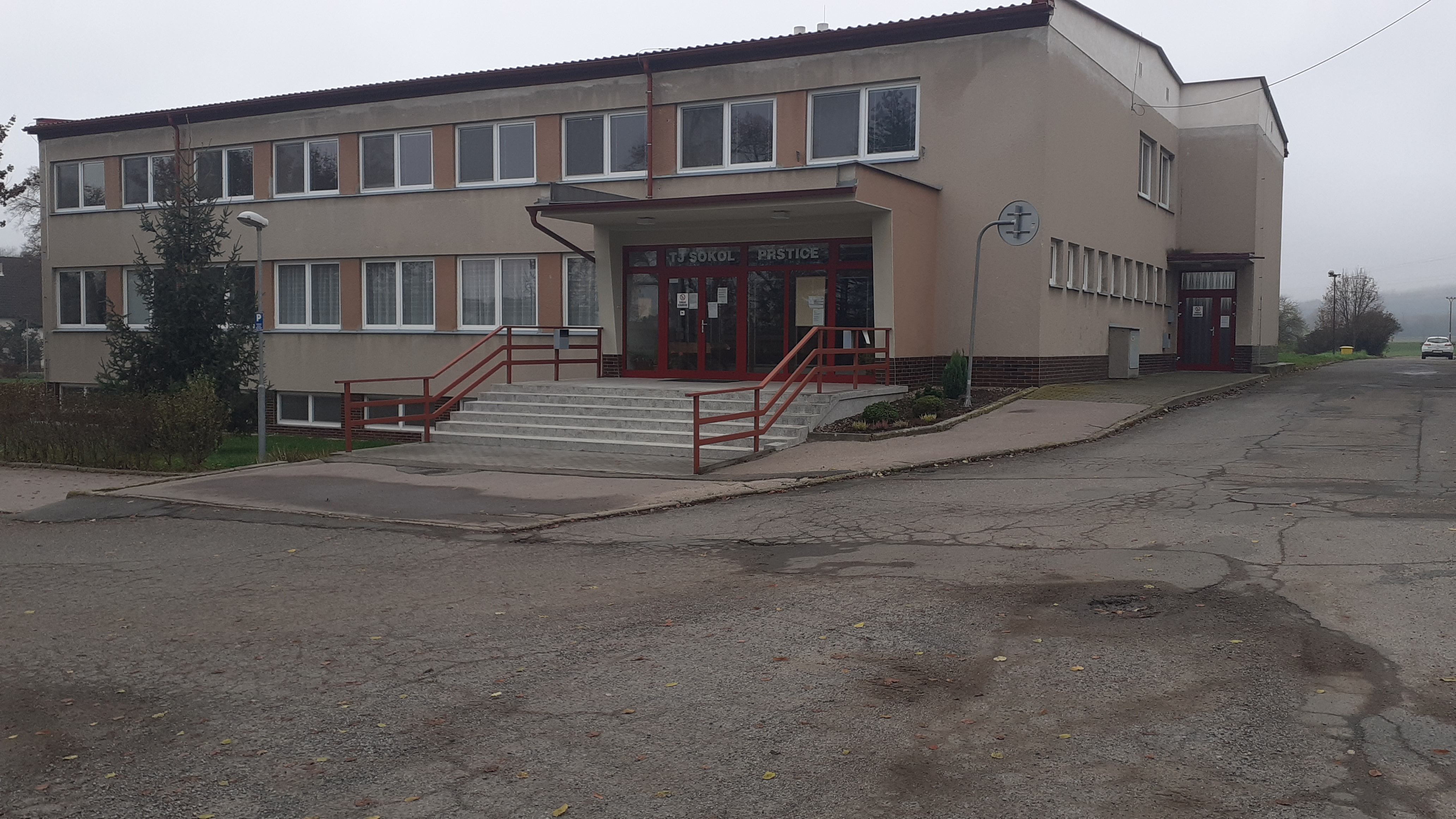
Sportovní hala